# Fagus sinensis
 (décembre 2023).
Espèce
Classification phylogénétique
Statut de conservation UICN

VU : Vulnérable
Fagus sinensis ou Soi Canh (en chinois) est une espèce de hêtre de la famille des Fagaceae. C'est un arbre que l'on trouve dans le sud et l'est de la Chine et au Vietnam.
Cet arbre est classé vulnérable par l'UICN 

## Description
C"est un arbre qui atteint 25 m, généralement à tige unique. Son écorce est gris clair. Les jeunes pousses sont glabres. Les feuilles sont longues de 7–13 cm par 3–7,5 cm de large et sont ovales à ovales-oblongues. De couleurs vertes sur le dessus, glauques et à pubescence fine et dense dessous. Les nervures latérales de 9–15 cm à base presque arrondie ou largement cunéiforme et à marges légèrement dentelées. Les apex sont aigus à acuminés. Les pétiole sont longs de 1–3 cm de long. Les pédoncule sont de 1–10 cm, duveteux près de la cupule. Ces cupule sont de 2–2,5 cm, les bractées sont toutes semblables, linéaires, recourbées, pubescentes, plus courtes dans la moitié inférieure. Les faines sont aussi longues ou légèrement plus courtes que la cupule avec des ailes rétrécies près de l'apex.

## Habitat
Fagus sinensis est présent dans les forêts de feuillus sempervirentes et mixtes mésophytiques sur les pentes des montagnes à des altitudes de 300-2 400 m. Ses localisations sont dans les provinces chinoises de Anhui, Fujian, Guangdong, Guangxi, Guizhou, Hubei, Hunan, Jiangxi, Shaanxi, Sichuan, Yunnan, Zhejiang ainsi qu'au Viêt Nam.

## Informations sur le taxon
Synonymes :
- Fagus bijiensis C. F. Wei & Y. T. Chang
- Fagus brevipetiolata Hu
- Fagus clavata Y.T. Chang
- Fagus longipes (Oliver) H. Léveillé
- Fagus longipetiolata Seemen
- Fagus sylvatica var. longipes Oliver
- Fagus tientaiensis Liou